# Scorzoneroides muelleri
Scorzoneroides muelleri là một loài thực vật có hoa trong họ Cúc. Loài này được (Sch.Bip.) Greuter & Talavera mô tả khoa học đầu tiên năm 2006.